# Epedanus cavicolus
Epedanus cavicolus is een hooiwagen uit de familie Epedanidae.